# Alfiz

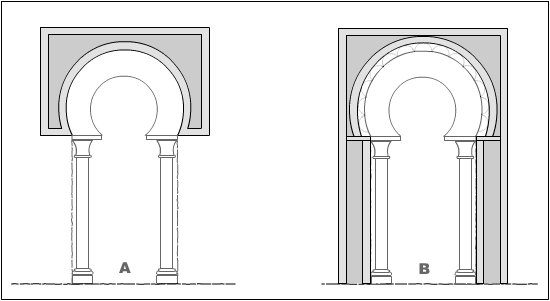
Exemplo de dois tipos de alfiz (em cinzento), neste caso sobre arcos de ferradura, de influência islâmica.

Alfiz é um termo de origem árabe (al-ifriz) que designa um ornamento arquitectónico. Consta de uma moldura, geralmente rectangular (ainda que se admitam outras formas), que demarca exteriormente um ou mais arcos concêntricos ou não, em elementos como portais ou janelas . É frequente na arte islâmica ibérica e na arte moçárabe, aparecendo muitas vezes associado aos arcos em ferradura.
Encontram-se exemplos de reminiscências de alfizes em Portugal, nos arcos da mosteiro de Santa Maria e no museu Machado de Castro, ambos em Coimbra. 